# Unión Buenavista (Acala)
Unión Buenavista es una localidad del estado mexicano de Chiapas. Es parte del municipio de Acala.

## Demografía
| Gráfica de evolución demográfica |
|                                  |

| Censo | Población |
| ----- | --------- |
| 1940  | 217       |
| 1950  | 352       |
| 1960  | 555       |
| 1970  | 821       |
| 1980  | 1 288     |
| 1990  | 1 477     |
| 2000  | 1 581     |
| 2010  | 1 847     |
| 2020  | 1 891     |